# 天心順
天心順（1823年十月—十一月）為中國清朝時期直隶清河县明天教教首马进忠的年號，前後共計两個月。
清宣宗道光三年（1823年）十月，马进忠自称禹王转世，封嗣父马万良为明天教主，封姘居的刘氏的父亲刘允中为都将军，刘允中为马进忠定年号天心順，计划道光四年二月初二举兵攻打北京。

## 西元紀年對照表
| 興洪 | 元年   |
| ---- | ------ |
| 公元 | 1823年 |
| 干支 | 癸未   |

## 同期存在的其他政權年號
- 中國
  - 道光（1821年－1850年）：清朝—道光帝旻宁之年號
- 越南
  - 明命（1820年－1841年）：阮朝—圣祖阮福晈之年号
- 日本
  - 文政（1818年－1830年）：仁孝天皇之年號
- 南洋
  - 蘭芳（1777年—1884年）：蘭芳共和國之年號

## 來源
1. ↑  《军机处录副奏折》马万良供词，见濮文起《中国民间秘密宗教辞典》，四川辞书出版社，1996年，第188-189页。ISBN 780543476X
2. ↑  刘平《论清代教门的“反清复明”思想》，史学月刊，2002年3月